# DataSpider Servista
DataSpider Servista（データスパイダー サービスタ）は、株式会社セゾンテクノロジー（旧：株式会社アプレッソ、株式会社セゾン情報システムズ）https://www.saison-technology.com/が開発販売する国産データ連携（EAI）ソフトウェア。
国内の大企業・中堅企業を中心に導入されている。

## 特長
システムの接続方法やフォーマットの違いを意識することなく、すばやく簡単に「つなぐ」ことができる、ノンプログラミング開発環境GUI（DataSpider Studio）が用意されている。アプリケーション、データベース、ファイルといった様々なデータソースへの接続をアダプタ機能を介して行い、データの取込みや書出し以外に、データの加工や編集する機能、データ連携を自動実行するトリガー機能などがある。
「DataSpider BPM」との組合せによりBPM-EAI 連携が可能。

## 歴史
- 2000年4月 株式会社アプレッソ 創業（千代田区平河町）資本金1億円
- 2001年6月 DataSpider1.0 出荷開始
- 2001年6月 1stユーザ大手放送局へ導入（全国高校野球地方予選大会の試合結果をWebに掲載）
- 2002年6月 SAP AdapterがSAP社の認定（CA-XML）を受ける
- 2002年10月 財団法人ソフトウェア情報センター（SOFTIC）選定による「2002年度ソフトウェア・プロダクト・オブ・ザ・イヤー」を受賞[1]
- 2003年1月 東京都新宿区西五軒町へオフィス移転
- 2003年1月 Enterprise Serverを利用した清水建設様の工事・建物DBシステムが日経コンピュータ「第7回情報システム大賞」グランプリを受賞[2]
- 2004年4月 東京都文京区関口へオフィス移転
- 2004年11月 SFC Entreprenuer Award 2004 シルバーアワード受賞[3]
- 2005年10月 "Servista"コンセプト発表。"DataSpider Servista"出荷
- 2006年8月 MIJS（メイド・イン・ジャンパン・ソフトウェア・コンソーシアム）設立と同時に参加
- 2008年8月 Microsoft Innovation Award 2008 優秀賞を受賞 [4]
- 2009年4月 「つなぐ」第2弾製品 「PIMSYNC」　スケジュール・ToDo自動同期ソフトウェア発表
- 2009年6月 DataSpider累積導入実績 1000社突破
- 2010年2月 DataSpiderクラウドビジョンを発表
オンプレミスとクラウド間の連携「DataSpider for Cloud」
クラウド上のデータ連携「DataSpider on Cloud」
- 2010年4月 「つなぐ」第3弾製品「DataSpider BPM」発表
- 2010年4月 DataSpiderとSAPシステムを連携する「DataSpider BCアダプタ」SAP社の CA-XML BC 認定を取得
- 2010年9月 データ連携ミドルウェア「DataSpider Servista」 
「DataSpider Servista」IPA（独立行政法人 情報処理推進機構）連携プログラム技術評価制度の評価書を取得[5]
- 2010年12月 データ連携ミドルウェア「DataSpider 2.4」
「DataSpider」財団法人 全国地域情報化推進協会（APPLIC）の地域情報プラットフォーム準拠製品として登録 [6]
- 2011年3月 クラウド連携にフォーカスした DataSpider Servista 3.0 を発表
- 2012年1月 DataSpiderシリーズ（EAIのみ） 出荷累計 1500社突破
- 2012年2月 データ連携ミドルウェア「DataSpider Servista 3.0」
財団法人 全国地域情報化推進協会（APPLIC）の地域情報プラットフォーム準拠製品として登録
- 2012年4月 PiMSYNC 2.0 出荷開始
- 2012年6月 DataSpider BPM 2.0 出荷開始
- 2013年3月 株式会社セゾン情報システムズと資本・業務提携
- 2014年4月 DataSpiderシリーズ（EAIのみ） 出荷累計 2000社突破

## 製品ラインナップ
- DataSpider Servista Advanced Server Package
- DataSpider Servista Basic Server Package
- DataSpider Servista Select
- DataSpider Servista 月額ライセンス＆サポート
- DataSpider Cloud

## アダプタ一覧
DataSpider Servistaは数多くのアプリケーションへ接続するためのアダプタを持っている製品である。2013年以降は特にクラウド関連アダプタが多く追加されている。また社内の独自システムなどへの接続に対応するため、SDKが提供されている。

### クラウド関連アダプタ
- Amazon Web Services
- Cloudn
- Google Apps
- Microsoft Azure
- ニフティクラウド
- kintone
- GAEデータストア
- Salesforce
- Log Manager for Salesforce

### データベース関連アダプタ
- ODBC
- JDBC
- DB2 for i
- DB2
- Oracle
- Microsoft SQL Server
- Microsoft Access
- PostgreSQL
- MySQL
- NeoCore XMS
- Shunsaku

### ファイル関連アダプタ
- CSV
- Microsoft Excel
- HTML
- XML
- 固定長
- 可変長
- ファイル操作(Zip圧縮、コピー、削除など)
- ファイルシステム

### ネットワーク関連アダプタ
- FTP
- JMS
- Web
- Webサービス
- メール
- REST
- ActiveDirectory(LDAP)

### グループウェア関連アダプタ
- IBM Domino
- IBM Notes

### アプリケーション関連アダプタ
- DataSpider BPM
- Thunderbus コネクタ
- HULFT
- SAP
- SAP BC
- SAP Table Query
- Microsoft Dynamics AX
- 勘定奉行V ERP
- 商蔵奉行V ERP
- Dr.Sum EA
- SVF (Super Visual Formade)
- Tableau
- Sedue
- List Creator
- Xuras inicio
- メインフレーム
- Oracle EBS
- StraForm-X(コネクタ)

### ビッグデータ
- Apache™ Hadoop®

### トリガー
- ファイルトリガー
- スケジュールトリガー
- HTTPトリガー
- DBトリガー
- FTPトリガー
- Webサービストリガー
- アプリケーショントリガー
- HULFT Script トリガー

### その他
- Software Development Kit (SDK)

## 同種のソフトウェア
- ASTERIA WARP（アステリア）
- BizTalk Server（マイクロソフト）

## 関連書籍
- 2007年7月発刊（廃刊）公式解説書『DataSpider実践入門』出版元：翔泳社
- 2012年7月発刊　公式解説書第2弾『DataSpiderガイドブック』　出版元：翔泳社

## 関連製品
- DataSpider BPM
- PIMSYNC
- Thunderbus
- HULFT(セゾンテクノロジー）

## 文献
- 『DataSpider 実践入門』 ISBN 479811359X
- 『DataSpiderガイドブック』 ISBN 4798126667